# Thomas Gabriel Fischer

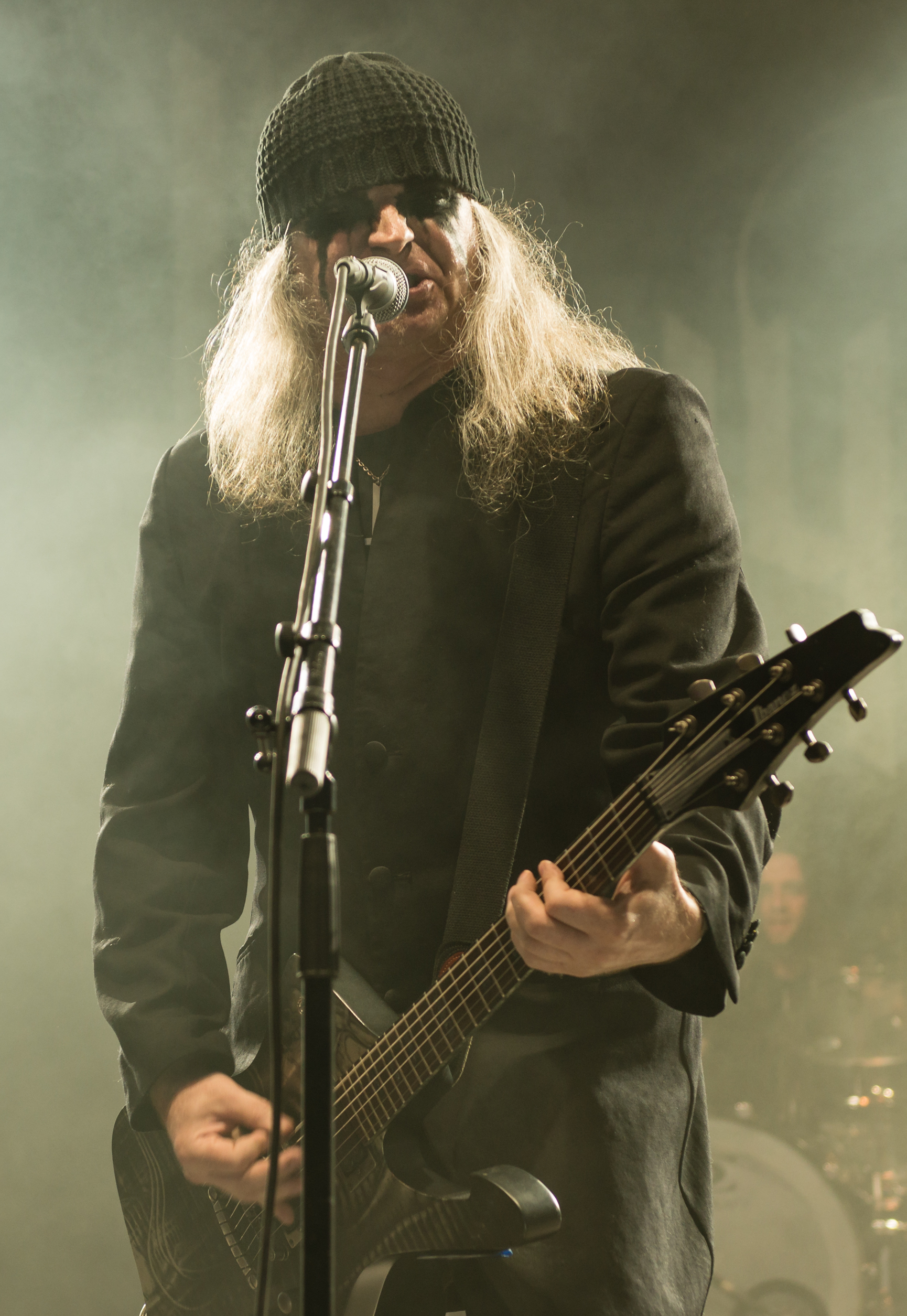
Tom Warrior, 2014

Thomas Gabriel Fischer (* 19. Juli 1963), auch bekannt unter seinem Künstlernamen Tom Warrior oder Tom G. Warrior, ist ein Schweizer Musiker. Bekannt wurde er vor allem als Leadsänger und Gitarrist der Metal-Bands Hellhammer und Celtic Frost. Er gilt als Pionier des Growlings im Death Metal.

## Werdegang
Gemeinsam mit Steve Warrior gründete er 1982 die Band Hellhammer. Damals nannte er sich auch „Satanic Slaughter“. 1983 stieß Bassist und Songschreiber Martin Eric Ain dazu. Nach einer Reihe von Demos und der EP Apocalyptic Raids löste sich die Band 1984 auf.
Fischer und Ain gründeten im selben Jahr die Band Celtic Frost, die im Laufe der 1980er-Jahre internationale Bekanntheit erlangte und einen wesentlichen Einfluss auf die Entwicklung des Black Metal hatte. Fischer produzierte 1985 auch das erste Demo für Coroner, von denen zwei Mitglieder als Roadies für Celtic Frost tätig waren.
1994 gründete Fischer Apollyon Sun und wandte sich damit EBM- und Industrial-Klängen zu. 2004 war er an Dave Grohls Projekt Probot beteiligt.
Nach der endgültigen Auflösung von Celtic Frost im Jahr 2008 gründete Fischer die Band Triptykon. Während sich die Alben von Celtic Frost stilistisch jeweils stark unterschieden, setzt Fischer bei Triptykon den Stil des letzten Celtic-Frost-Albums Monotheist fort.

## Auszeichnungen
Fischer wurde 2004 vom Magazin Guitar World auf Platz 32 der 100 besten Metal-Gitarristen gewählt. 2010 erhielt er bei den Metal Hammer Golden Gods Awards den Preis in der Kategorie „Inspiration“.

## Diskografie

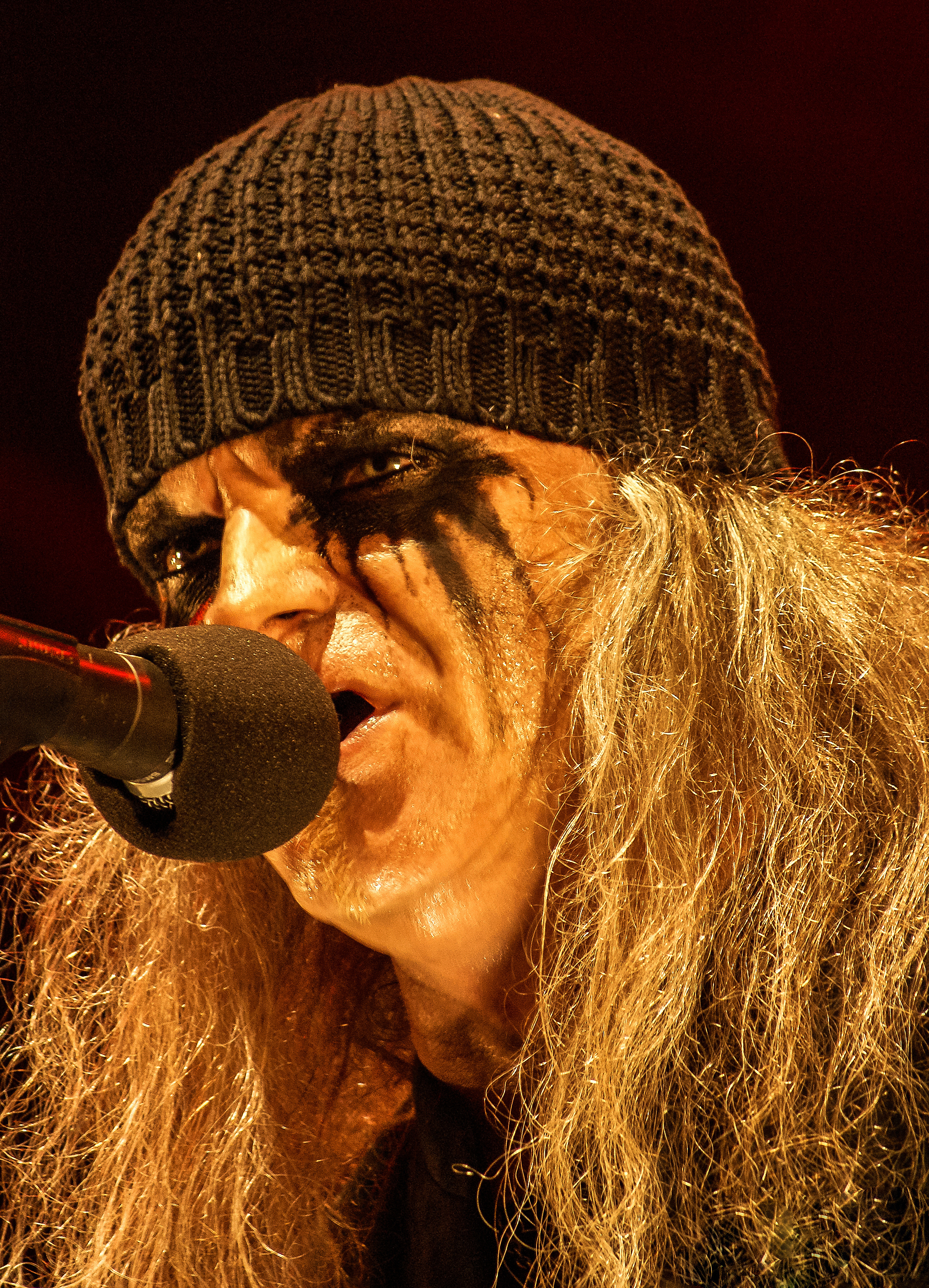
Tom Warrior, Hellfest 2011

### Hellhammer
- siehe Hellhammer#Diskografie

### Celtic Frost
- siehe Celtic Frost#Diskografie

### Coroner
- Death Cult (Demo, 1985)

### Apollyon Sun
- God Leaves (And Dies) (EP, 1998)
- Sub (Album, 2000)

### Dave Grohl
- Probot (Album, 2004)

### Dark Fortress
- Eidolon (Album, 2008)

### 1349
- Revelations of the Black Flame (Album, 2009)

### Triptykon
- siehe Triptykon#Diskografie

### Secrets of the Moon
- Seven Bells (Album, 2012; Abmischung zusammen mit V. Santura)